# نيوإنغلاند بيتريوتس
نيوإنغلاند بيتريوتس (بالإنجليزية: New England Patriots) فريق كرة قدم أمريكية للمحترفين. مقره في مدينة بوسطن، وينافس في الدوري الوطني لكرة القدم الأمريكية (NFL)، ضمن مجموعة المؤتمر الأمريكي لكرة القدم (AFC) في المجموعة الشرقية. يلعب فريق الباتريوتس مبارياته على ساحة ملعب جيليت في فوكسبورو، ماساتشوستس على بعد 32 كيلو متر من مركز مدينة بوسطن.
فاز فريق نيوإنغلاند خمسة بطولات سوبر بول في 2001، 2003، 2004 و2014و2017 محققاً أربعة بطولات. كما فاز ببطولة المؤتمر الأمريكي لكرة القدم (AFC) ثمان مرات في 1985، 1996، 2001، 2003، 2004، 2007، 2011 و2014و2017.

## تاريخ الفريق
في 16 نوفمبر، 1959، أسس الفريق في مدينة بوسطن وحصل على المكان الثامن والأخير في دوري كرة القدم الأمريكي (AFL) حينها، وعرف باسم «بوسطن باتريوتس». في موسم عام 1963، خسر الفريق 10-51 مقابل سان دييغو تشارجرز، ولم يظهر الفريق لثلاثة عشرة سنة بعدها. أختير المدرب الحالي للفريق بيل بيليكيك في عام 2000، وافتتح ملعب جيليت في عام 2002، تحت إدارته. أدى المدرب أداءاً جيداً مع الفريق وحصل على ثلاثة بطولات سوبر بول في (2001، 2003 و2004). في موسم عام 2012، عاد الفريق لنهائي سوبر بول لكنهُ خسر أمام نيويرك جاينتس، 17-21.
في عام 2015، فاز الفريق بنهائي سوبر بول التاسع والأربعون حيث تغلب على فريق سياتل سيهوكس 28-24.

## الملعب
منذ عام 2002، لعب فريق نيوإنغلاند مبارياته على ملعب جيليت الذي كلف إنشاءه 350$ مليون دولار. يعتبر الملعب المقر الرئيسي للفريق حيث يحتوي على جميع المرافق الحيوية للفريق ومكاتب وإدارة النادي.

## وصلات خارجية
- الموقع الرسمي

‌